# والتر ریچاردسون
والتر ریچاردسون (انگلیسی: Walter Richardson؛ زادهٔ ۱ آوریل ۱۹۴۳) یک شناگر اهل ایالات متحده آمریکا است.
وی در مسابقات پان امریکن برندهٔ مدال طلا ۱۰۰×۴ متر شنای مختلط مردان شده‌است.
ریچاردسون در بازی‌های المپیک تابستانی ۱۹۶۴ که در توکیو ژاپن برگزار شد، تیم ایالات متحده را همراهی کرد. وی برای کسب مدال طلا در رشتهٔ شنای پروانه رقابت کرد اما موفق به کسب آن نشد.